# Gennes-sur-Seiche
Gennes-sur-Seiche (bret. Gen) – miejscowość i gmina we Francji, w regionie Bretania, w departamencie Ille-et-Vilaine.
Według danych na rok 1990 gminę zamieszkiwały 742 osoby, a gęstość zaludnienia wynosiła 40 osób/km² (wśród 1269 gmin Bretanii Gennes-sur-Seiche plasuje się na 695. miejscu pod względem liczby ludności, natomiast pod względem powierzchni na miejscu 538.).